# برازمبل
بَرازَمبَل (نام علمی: Perovskia) نام یک سرده از تیره نعناعیان شامل گیاهان بوته‌ای یا نیمه‌درختچه‌ای با ساقه‌های راست و منشعب پوشیده از کرک‌های ساده و منشعب یا ستاره‌ای است.